# František Horník-Lánský

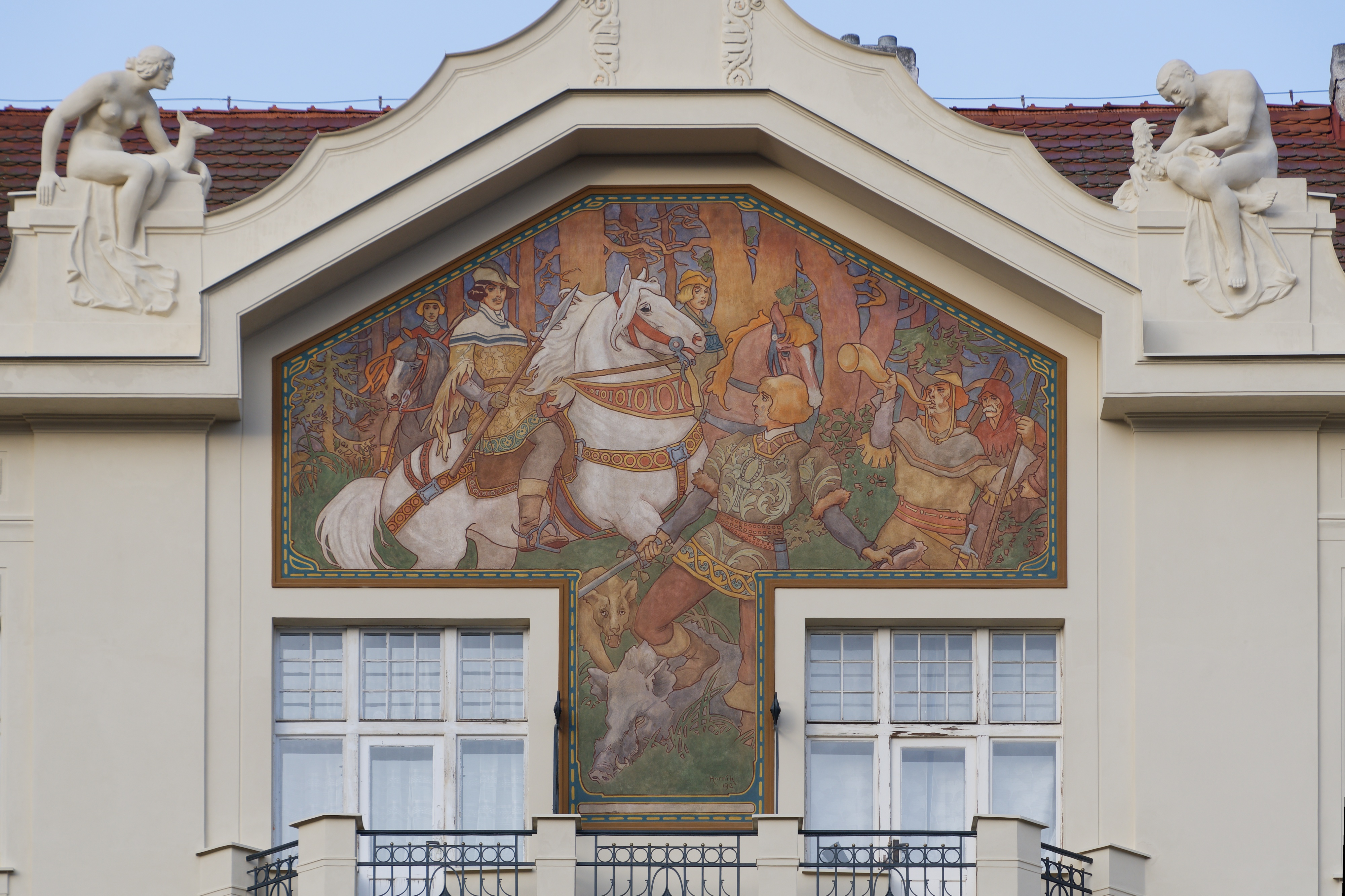
Lovecký výjev na průčelí domu čp. 368 v Praze - Bubenči, 1912, stav po restauraci v roce 2024

František Horník-Lánský, křtěný František Karel (2. března 1889 Čáslav – 10. ledna 1955 Lány) byl malíř portrétů, koní, zvěře a loveckých zátiší a loveckých výjevů, ilustrátor knih. V době nacistické okupace byl zapojen do protifašistického odboje. Je autorem jezdeckého portrétu prezidenta T. G. Masaryka na koni Hektorovi.

## Život
Narodil se v rodině čáslavského c. k. šikovatele zemské obrany Františka Horníka (1859–??) a jeho manželky Marie, rozené Kučerové (1868–??). Byl nejstarší ze čtyř dětí. Od roku 1905 byla rodina policejně hlášena v Praze.
V letech 1907–1909 studoval v Praze na pokračovací průmyslové škole uměleckého zaměření. Od roku 1909 pokračoval ve studiu na Akademii výtvarných umění v Praze u profesorů Bohumíra Roubalíka a Vlaha Bukovace. Studia nedokončil, i když titul akademický malíř později užíval. Následně studoval malbu zvířat v berlínském Karlshorstu. V letech 1911 a 1914 podnikl studijní cesty do Dalmácie. Po vypuknutí první světové války byl odveden, ale pro chorobu vojenskou službu nenastoupil.
Po skončení války se přestěhoval do Lán a proto si přidal ke svému příjmení přídomek Lánský. V Lánech žil s manželkou Adelou, rozenou Tuscany, a dětmi. Byl aktivním členem Sokola, pro který vytvářel plakáty. Po druhé světové válce byl oceněn pamětní medailí II. stupně odbojového oddílu, podrobnosti o jeho odbojové činnosti nejsou prozatím známy.

## Dílo

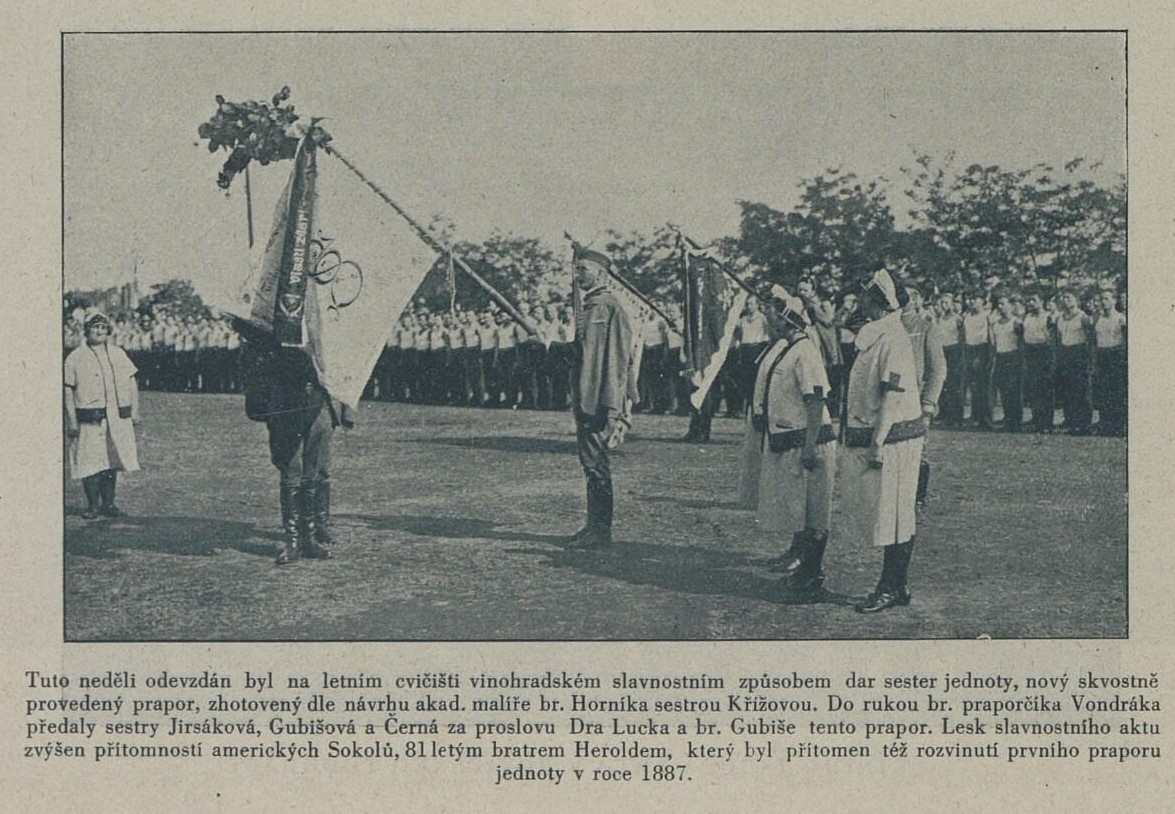
Předávání praporu Sokola podle návrhu F. Horníka, 1926

Je autorem obrazů zvířat, jezdeckých a loveckých výjevů a zátiší. Známý je jeho obraz prezidenta Masaryka v lánském parku na koni Hektorovi.

### Knižní ilustrace (výběr)
- Na statku a v chaloupce; Na vejminku; Pod pustým kopcem (autor Vítězslav Hálek; Praha, Vojtěch Šeba, 19??)
- Franta a jiné povídky (autor B.K. Vendyš; V Praze, Jos. R. Vilímek, 1910)
- Za dnů komety (autor H. G. Wells; V Praze, Jos. R. Vilímek, 1910)
- Josef Balsamo (Paměti lékařovy) (autor Alexandre Dumas; V Praze, Jos. R. Vilímek, 1911–1912, 1923–1924 a 1929)
- Slavný Honza (autor Alfred Assollant; V Praze, Jos. R. Vilímek, 1911)
- Sokolské pohádky (autor Bratr Ruch; Smíchov, Nákladem Sokolských besed, 1912)
- Vojta Proklouz (autor Bernt Lie; V Praze, Jos. R. Vilímek, 1912)
- Latinská babička (autor Ferdinand Schulz; Praha, Vojtěch Šeba, mezi 1920 a 1940)
- Skautské slovo (autor K. Hermann; V Praze, Vojtěch Šeba, mezi 1920 a 1940?)
- Za ranních červánků (autor Alois Vojtěch Šmilovský; Praha, Vojtěch Šeba, 1930)
- Kleopatra (román z dějin egyptských, autor Jiří Ebers; Praha, Ústřední dělnické knihkupectví a nakl. (A. Svěcený), 1924)
- Královnin náhrdelník (paměti lékařovy) (autor Alexandre Dumas; V Praze, Jos. R. Vilímek, 1924 a 1929)
- Aziyadé, výňatky z poznámek a dopisů důstojníka angl. námořnictva (autor Pierre Loti; V Praze, B. Kraft, 1925)
- Těžké sny (román, autor Fedor Kuzmič Sologub; Praha, Sfinx, 1925)
- Trojí mládí paní Prunové (autor Pierre Loti; Praha, B.Kraft, 1925)
- Zlato pouště (román, autor Zane Grey; V Praze, Sfinx, 1925)
- Dcera svého otce (autor Gene Stratton Porterová; Praha, Sfinx, B. Janda, 1926)
- Lovec divokých včel (autor Zane Grey; Praha, Sfinx, 1926)
- Muzikantská Liduška; Na vejminku; „Študent“ Kvoch (autor Vítězslav Hálek; V Praze, Vojtěch Šeba, mezi 1926 a 1940?)
- Paní Chrysanthema (autor Pierre Loti; V Praze, B. Kraft, 1926)
- Hřmící stádo (román, autor Zane Grey; V Praze, Sfinx, B. Janda, 1927)
- Tajemství Loveckého Hrádku (román, autor John Buchan; Praha, Sfinx, 1927)
- Druhá Nina (autor Lidija Aleksejevna Čarská; V Praze : Jos. R. Vilímek, 1928)
- Věčný šepot (příběh z kalifornské divočiny, autor Jackson Gregory; Praha, Sfinx, B. Janda, 1928) Zobrazení exemplářů s možností jejich objednání
- Karlíček, zručný letecký modelář (autor K. Hermann; V Praze, Vojtěch Šeba, 193-?)
- Ledová sfinga (autor Jules Verne, ilustrovali G. Roux a F. Horník; Praha, Jos. R. Vilímek, 1930)
- Malečkův kamarád (sportovní románek ze života chlapců, autoři Č. Charous, M. Charousová; V Praze, Vojtěch Šeba, mezi 1930 a 1950?)
- Srdce (autor Edmondo De Amicis; Praha, A. Hynek, 1930)
- Školačka Juda[p 2] (autor M. Žďárská-Strejčková; V Praze-St. Strašnicích, Vojtěch Šeba, mezi 1930 a 1947?)
- Bídníci (autor Victor Hugo; Praha, Julius Albert, 1932)
- Hanička všudybylka (dívčí příběh, autor Ethel Sybil Turnerová; Praha, Vojtěch Šeba, 1933?)
- Emírův rubín (autor F. Westerman; V Praze, Ústřední dělnické knihkupectví a nakladatelství (Ant. Svěcený), 1934)
- Jirka, děvče bez talentu (dívčí román, autor Jaromíra Hüttlová; V Praze, Gustav Voleský, 1934)
- Věrka, hvězda stadionu : dívčí román, autor Jaromíra Hüttlová; V Praze, Gustav Voleský, 1934)
- Dobré kamarádky (autor K. Herrmannová; V Praze, Vojtěch Šeba, 1936)
- Sedm rarášků (autor E. Turnerová; V Praze, Vojtěch Šeba, 1938)
- Povídky malostranské (autor Jan Neruda; V Praze : Vojtěch Šeba, 1939)
- V zámku a podzámčí (autor Božena Němcová; V Praze, Vojtěch Šeba, 1939)
- Letadlo na obzoru (román o leteckém dobrodružství, autor Vláďa Zíka; Praha, Zmatlík a Palička, 1941)
- Jarmila a Jarní píseň (autor Růžena Jesenská; V Praze,Vojtěch Šeba, 1946)

### Knižní ilustrace, posmrtná vydání
- Ledová sfinga (autor Jules Verne, ilustrace G. Roux, F. Horník; Brno, Návrat, 1997)
- Germinal (autor Émile Zola; Praha, Dobrovský, 2015)

## Galerie

Stud  (lavírovaná kresba) 1913
Ve městě (dřevoryt)
Roubenky (dřevoryt)
Malý střadatel (olej na lepence)
Krásná cikánka (olej na lepence)
Orba s koňmi (olej na plátně) 1943
Návrh filmového plakátu (kvaš)
Tři mušketýři (olej na tenké lepence)
Jan Žižka (kresba)